# Cantá
Cantá es un municipio brasileño del centroeste del estado de Roraima.

## Historia
El municipio fue creado a partir de la ley n.º 009, del 17 de octubre de 1995 con tierras de los municipios de Bonfim y Caracaraí.

## Geografía
En 2006, el municipio poseía una población de 10.826 habitantes, y un área territorial de 7.691 km², el que resulta en una densidad demográfica de 1,407 hab/km². Su participación en relación con el estado es de 3,41% y la participación de pueblos indígenas en relación con el total del municipio es del 5,40%.

### Clima
El clima del municipio es de tipo caliente y semi-húmedo. Cuenta con un período de 5 a 6 meses secos y dos estaciones bien distintas: verano, que es la época sequía; e invierno, que es definida como la época de lluvia. La época de sequía va del mes de octubre al mes de marzo, y la época de lluvias se prolonga del mes de abril al mes de septiembre.
La temperatura media anual es de 27,5 °C y la precipitación pluviométrica del municipio es de 1.750 a 2.000 mm. Ya en el suelo, predomina el relieve plano, que representa cerca de 70% del área; las elevaciones aisladas, representando 10%; y también áreas con relieve fuertemente ondulado, que representan el 20% del área. El municipio de Cantá es bordeado por los ríos Blanco, Quitauaú y Baraúna. El municipio, en su cobertura vegetal, posee vegetacións ombrólias densas y áreas de contacto (formación pionera/vegetación).

### Límites
- Norte: Municipios de Boa Vista y Bonfim
- Sur: Municipio de Caracaraí
- Este: Municipio de Bonfim
- Oeste: Municipios de Boa Vista, Mucajaí y Iracema

## Economía

### Producto interno bruto
- Valor adicionado en la agropecuaria - R$ 7.141.000
- Valor adicionado en la industria - R$ 836.000
- Valor adicionado en el servicio - R$ 33.215.000
- APU - R$ 26.992.000
- DUMMY - R$ 0
- Impuestos - R$ 69.000.000
- PIB - R$ 41.262.000
- PIB per cápita - R$ 4.040

## Atracciones turísticas
- El municipio de Cantá también posee sus bellezas naturales. Una de las principales es la Sierra Grande, ideal para la práctica de deportes radicales, como el alpinismo. La Sierra Grande posee saltos de agua que, durante la época de las lluvias, se transforman en la bella cascada Véu de Noiva.
- El municipio también es reconocido como la capital del ananá. La cosecha es conmemorada con la Fiesta del Abacaxi, que por la tradición sucede siempre en el mes de diciembre.